# Шпион, пришедший с холода
«Шпион, пришедший с холода» (англ. The Spy Who Came in from the Cold, 1963) — шпионский роман Джона Ле Карре.
На русском языке впервые опубликован отдельной книгой в 1991 году издательством «Художественная литература».
Название восходит к английскому выражению «прийти с холода» (come in from the cold), что означает оказаться в новом для себя, ранее недоступном обществе или положении.

## Содержание
Начало 1960-х годов, разгар «холодной войны». Алек Лимас, резидент британской разведки в Германии, теряет последнего из своих агентов, работающих в ГДР. За убийствами агентов стоит глава оперативного отдела восточногерманской разведки Ганс-Дитер Мундт.
Лимаса отзывают в Лондон. Глава разведки Контролёр предлагает Лимасу шанс реабилитироваться и отомстить Мундту. Он обещает: «Это ваше последнее задание. Потом вы сможете уйти с холода».
Лимас приступает к выполнению плана Контролёра. Он начинает пить и морально опускается. Его увольняют из разведки с урезанной пенсией. Он опускается дальше, пьёт, меняет работу за работой. На одной из работ он знакомится с девушкой Элизабет Голд, которая состоит в британской компартии. Алек и Элизабет становятся любовниками. Затем Лимас избивает лавочника и попадает в тюрьму. После выхода на свободу за ним увязывается некий Эш. Он предлагает Лимасу высокооплачиваемую работу в сфере журналистики и сводит его с «издателем» Кифером, который в свою очередь предлагает 15 тыс. фунтов плюс дополнительные выплаты за «литературный материал». Кифер вывозит Лимаса с поддельным паспортом в Голландию, где их встречает советский разведчик Петерс. Лимас начинает передавать Петерсу сведения о работе британской разведки. Лимас узнаёт, что британские власти открыли на него охоту, и его перебрасывают в Восточный Берлин. Там Петерс передаёт Лимаса главе отдела контрразведки «Штази» Фидлеру. Фидлер еврей, эмигрант из Канады, он ненавидит бывшего нациста Мундта. Лимас рассказывает ему, как возил деньги в нейтральные страны для выплат некоему тайному агенту в ГДР, как Мундт после провала в Британии сумел уничтожить предателей и бежать из страны.
Задача, порученная Лимасу — предоставляя множество косвенных доказательств, возбудить у начальника контрразведки Фидлера подозрение, что Мундт — британский агент, и тем самым ликвидировать врага британской разведки и Лимаса лично и отомстить за погибших агентов.
Тем временем руководство компартии приглашает Элизабет Голд под благовидным предлогом в ГДР, чтобы проверить искренность Лимаса.
Мундт, узнав о допросах Лимаса Фидлером, арестовывает их обоих. Но механизм уже запущен. Мундт сам попадает под арест, его судит партийный трибунал. Обвинителем выступает Фидлер. Однако адвокат Мундта Карден представляет трибуналу свидетеля защиты Элизабет Голд, которая не понимая, вредят её показания Лимасу или помогают, невольно разоблачает его связь с британской разведкой, рассказывая, как после ареста Лимаса к ней приходили посторонние люди и дали крупную сумму денег для него. Таким образом, с помощью её показаний Карден демонстрирует, что агент британской разведки с помощью карьериста Фидлера пытался опорочить честного коммуниста Мундта. Лимас признаёт свою вину. Внезапно он понимает, что Мундт на самом деле является британским агентом. Руководство британской разведки решило обелить Мундта и обезвредить Фидлера, который заподозрил Мундта и пытался получить доказательства его измены. Лимас и Голд стали слепым орудием этого плана.
Мундт организует тайный и опасный переход Лимаса и Голд через Берлинскую стену. Герои пытаются перелезть через стену, но этот момент восточногерманские пограничники открывают огонь и убивают Элизабет. Лимас вместо того, чтобы перелезть через стену, где его ожидает коллега Джордж Смайли, прыгает вниз к телу Элизабет и тоже погибает.

## Награды, критика, экранизация
Обложка первого издания была украшена отзывом Грэма Грина: «Это лучшая шпионская история, которую я когда-либо читал».
Фредерик Форсайт говорил, что это лучший шпионский роман, который он знает.
За этот роман Ле Карре получил в 1963 году «Золотой кинжал» — премию Британской ассоциации детективного и политического романа, в 1965 году — премию «Эдгар», присуждаемую «Обществом американского детектива». Это была первая книга, которая получила премии сразу двух этих организаций. В том же 1965 году вышла экранизация романа под тем же названием режиссёра Мартина Ритта. Лимаса сыграл Ричард Бёртон.
В британском варианте «100 лучших детективных романов всех времен» «Шпион, пришедший с холода» находится на третьем месте, в американском — на шестом.
В 2005 году роман попал в список ста лучших романов за период 1923—2005 годов, составленный журналом Time.